# Alexandre Makarov
Pour les articles homonymes, voir Makarov.
Alexandre Alexandrovitch Makarov (en russe : Александр Александрович Макаров), né en 1857 et décédé en 1919, était juriste et homme politique russe. Il fut ministre de l'Intérieur de 1911 à 1912, (successeur de Piotr Stolypine) et ministre de la Justice du 7 juillet 1916 au 20 décembre 1917.

## Biographie
Alexandre Alexandrovitch Makarov étudia à l'Université de Saint-Pétersbourg, il obtint son diplôme en droit. 
Ses études terminées, Alexandre Alexandrovitch Makarov entra au ministère de la Justice où il occupa le poste d'avocat de l'accusation (avocat général), puis, il fut nommé à la fonction de Président du tribunal du district. En 1906, il accéda à la fonction de Président de la cour d'appel de Kharkov. 

### Carrière politique
En 1906, Alexandre Alexandrovitch Makarov quitta le ministère de la Justice pour entrer au ministère de l'Intérieur en qualité d'adjoint du ministre de l'Intérieur Piotr Stolypine, il fut chargé de la police. En 1909, il devint secrétaire impérial. Après l'assassinat de Piotr Stolypine, le 1er septembre 1911, sur la recommandation du comte Vladimir Nikolaïevitch Kokovtsov, le 20 septembre 1911 Nicolas II de Russie nomma Alexandre Alexandrovitch Makarov Ministre de l'Intérieur, il présenta sa démission au tsar le 12 décembre 1912, cette démission fut provoquée par les exécutions de la Léna le 17 avril 1912 mais également par ses désaccords concernant la règlementation de la presse. Nikolaï Alexeïevitch Maklakov lui succéda à ce poste. Il obtint un siège au Conseil d'État où il prit position pour une politique de droite.
En 1916, Alexandre Alexandrovitch Makarov occupa brièvement les fonctions de ministre de la Justice, il occupa ce poste jusqu'à la Révolution russe de 1917.

### Décès
Arrêté par les Bolcheviks, Alexandre Alexandrovitch Makarov est exécuté en 1919.